# 短期賃貸マンション
短期賃貸マンション（たんきちんたいマンション）とは、一般の賃貸住宅とビジネスホテルの中間（一般的には1週間 - 数ヶ月程度まで）の滞在を目的としたマンション。
一般的にはウィークリーマンション、マンスリーマンションと呼ばれる。
同じ名称で、旅館業に則って運営されている形態と、不動産業に則って運営されている形態がある。前者は旅館業に則り、無審査一泊からの利用が可能であり、後者は賃貸業に沿って事前申込や入居審査等がある場合が多い。利用する際に前者なのか後者なのかを判断する為の基準もしくは目安を定めた法律がないため、利用者は事前の確認などが必要となる。

## 概要
一般の賃貸住宅は敷金・礼金・保証金や保証人などの煩雑な制度のため、借りる期間が少なくとも1年程度にならざるをえず、かといってビジネスホテルなどでは長期滞在する住居としての機能を満たしていない上に割高である。それらの中間として登場したのが、短期賃貸マンションである。
経営会社によって名前の付け方は違うが、週刻みの料金になっているのをウィークリーマンション、若しくは短期賃貸マンション、月刻みの料金になっているのをマンスリーマンションと呼ぶことが多い。なお、施設によっては、1日単位で借りられるものもあり、また、旅館業法の旅館業（ホテル営業）の許可を得ている場合もある。
また、旧厚生省は、施設の全管理責任が経営者にあり、利用者から対価を得ている場合、旅館業に該当すると認めているが、その場合、第一種低層住居専用地域には建設できないと思料される。その場合、定期借家契約を参照の事。
2025年4月1日「渋谷区マンスリーマンション等建築等規制条例」は廃止され、一部改正した中高層条例が施行されました。

## 他の宿泊施設との違い
短期賃貸マンションと、ホテルや一般的な賃貸住宅（アパートやマンション）との違いは、家具に加え、テレビ、冷蔵庫、洗濯機などの白物家電から電気釜や電子レンジなどの生活（自炊）用品が一通り揃っている場合が多いことである。
一般的な賃貸住宅と同様に郵便受けもあるため、郵便を受け取る住所としての利用も可能である。ホテルではフロントが宅配便等を代わりに受け取ってくれるので不在時に便利だが、短期賃貸マンションではフロントが存在しないところが多く、不在時に宅配便を受け取ってもらえないことがあった。近年はオートロックマンションが増え、宅配ボックスでの受け取りが可能になった。またサービスアパートメントのようなコンシェルジュ付きの場合も、受け取ってくれる。
契約時には一部の会社を除いて保証人は不要である。ただし入居者の身分証明書が必要。一般的な賃貸住宅の場合は、保証人や身分証明書、敷金（清掃費）などの煩雑な手続きが必要である。一方、ホテルの場合には保証人や身分証明書、敷金とも不要である。
価格的には月額5万円から15万円程度の物件が多く、日額に直すと1日1,666円から5,000円となる（ただしこれはあくまで換算であり、短期利用は割高である）。一般的なビジネスホテルは一泊（2日）4,000円から8,000円程度なので、1週間から数ヶ月程度までの利用であればホテルや賃貸マンションより結構割安である。料金体系は会社によって異なるので契約前に事前に確認をしておく必要がある。
一般的なホテルでは外出時には鍵をフロントに預けるが、短期賃貸マンションは基本的に鍵は自分で持つことになる。また、鍵のいらないスマートロック等が備え付けのマンションもある。
施設によっては、賃貸住宅の一室を短期賃貸マンションで運営している場合も多いため、短期賃貸マンションだと外観からは判明しない場合も多い。また、同業他社が同じ建物で運営している場合もある。

## 代表的なブランド
マンスリーマンション運用戸数ランキング（全国賃貸住宅新聞 2005年11月28日）
1. レオパレス21
2. グッド・コミュニケーション
3. 東建コーポレーション
4. グッドライフ
5. ジョインライフ
6. アパマンショップネットワーク
7. リブ・マックス
8. ツカサ都心開発
9. 大東建託

※ゲストハウス除く

## その他のブランド
（50音順）
- アットイン
- マイステイズ・ホテル・マネジメント

## 主なポータルサイト
- グッドマンスリー
- マンスリーズ
- ミスタービジネス
- LIFULL
- W&M ウィークリー&マンスリー

## 関連団体
一般社団法人日本マンスリーマンション協会